# Cotinusa irregularis
Cotinusa irregularis är en spindelart som först beskrevs av Cândido Firmino de Mello-Leitão 1945.  
Cotinusa irregularis ingår i släktet Cotinusa och familjen hoppspindlar. Inga underarter finns listade i Catalogue of Life.